# Monte Gelàs
Il monte Gelàs, detto anche cima dei Gelas (in francese Cime du Gélas), è una montagna delle Alpi Marittime alta 3.143 m. Si trova sul confine italo-francese, tra la provincia di Cuneo ed il dipartimento delle Alpi Marittime.
Dalla parte francese è il punto culminante del parco nazionale del Mercantour; dalla parte italiana si affaccia sul parco naturale delle Alpi Marittime.

## Caratteristiche
Il nome deriva dai ghiacciai presenti sul fianco settentrionale del monte. Questi ghiacciai hanno subito un notevole ritiro nel corso del XX secolo, ma sono pur sempre presenti.
La montagna è facilmente riconoscibile per la sua vetta bifida; la vetta nord è la più alta, la più accessibile ed offre un miglior panorama. Vi si trova una croce fatta erigere dai sacerdoti di Cuneo. Le due vette sono separate da un colle noto come Sella del Gelàs.
Dal punto di vista geologico, la montagna appartiene al massiccio cristallino dell'Argentera, ed è composta in massima parte da gneiss granitoidi biotitici, localmente occhiadini.

## Alpinismo
La prima ascensione alla vetta fu compiuta nel 1864 dal conte Paolo Ballada di Saint Robert, che giunse in vetta per l'attuale via normale. La prima ascensione invernale fu invece completata da Victor de Cessole nel 1894.
La via normale si sviluppa sul versante orientale, ed ha una difficoltà valutata in F+. La via risale dapprima un canalino che conduce alla forcella Roccati, dalla quale si scende per 30–40 m fino all'inizio del canalino Saint-Robert; si risale quest'ultimo fino alla cresta ONO della montagna, che si segue, con passaggi fino al II+, fino alle roccette sommitali, dove si incontra una traccia che conduce in vetta.
Più accessibile è la cresta del balcone del Gelàs, raggiungibile con itinerari di difficoltà escursionistica, valutati in EE.
Esistono numerosi altri percorsi di livello tra l'escursionismo impegnativo e l'alpinismo facile. Particolarmente interessante è la cosiddetta traversata degli italiani, percorso in cresta tra la cima Maledia ed il monte Gelàs, con passaggi fino al III-.
Questi itinerari possono usufruire, come punti di appoggio, dei rifugi Soria Ellena e Pagarì.
Per itinerari di salita dal versante francese possono essere utili il Refuge de Nice (2.232 m) ed il Refuge de la Madone de Fenestre (1.905 m).

## Galleria d'immagini

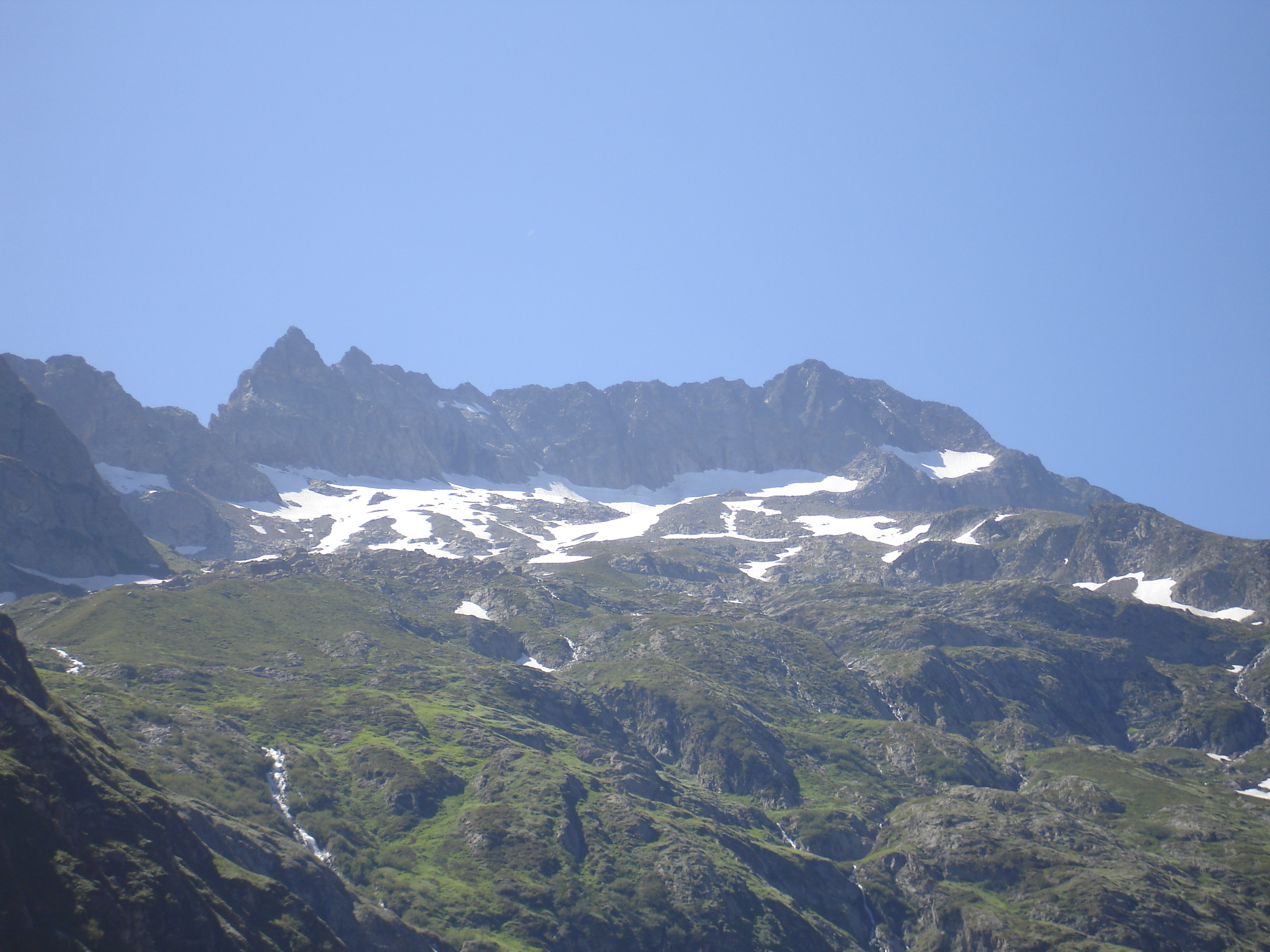
Il monte Gelas salendo al Rifugio Soria Ellena
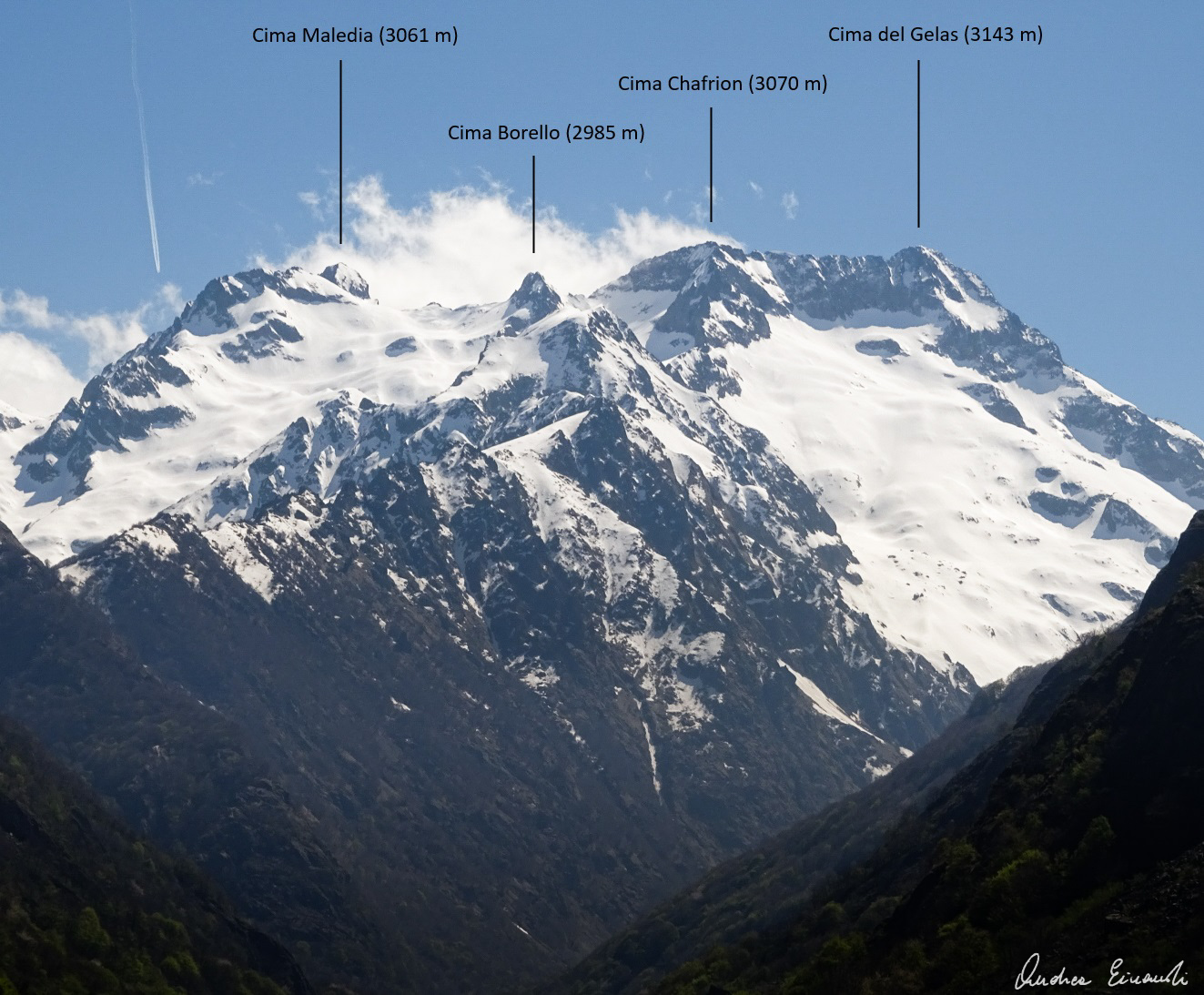
Monte Gelas e cime limitrofe da Entracque